# Upplands runinskrifter 916
Upplands runinskrifter 916 är  en vikingatida runsten av gråröd granit som tidigare funnits i Ängeby, Börje socken men numera står rest vid Berga, Åkerby socken och Uppsala kommun. Runstenen är cirka 1,4 meter hög, 1,1 meter bred och 0,4 meter tjock. Stenens ursprungliga höjd var emellertid cirka 1,7 gånger 1,2 meter. Runstenen består av med murbruk sammanfogade delar, av vilka en fallit ned och ligger cirka 1,5 meter från resten av stenen. Runhöjden är ungefär 10 centimeter.
I byn Berga står även Upplands runinskrifter 1069.

## Historia
Johan Peringskiöld rapporterade 1672 att U 916 stod i Ångeby. Den stod ursprungligen vid en bro på södra sidan om Jumkilsån. Rickard Dybeck sökte emellertid förgäves efter stenen på 1800-talets mitt och runstenen var försvunnen ända till 1927 då fem delar av stenen återfanns i en källare som revs i Berga gård. Berga ligger ungefär en kilometer öster om stenens ursprungliga plats. Stenen lagades och restes i Berga 1932. Delar av runstenen saknas fortfarande.

## Inskriften
Translitterering av runraden:
§P [kial]i · -...[u : s]kalt : [h]...- · uk [·] (b)aþa- : 
§Q [kial]i · -...[u : s]kalt : [h]...(u) · uk [·] (b)aþa- :
Normalisering till runsvenska:
§P Gialli(?) ... Skald ... ok(?) baða[ʀ](?). 
§Q Gialli(?) ... Skald h[iogg]u ok(?) ...
Översättning till nusvenska:
Käti och Grim skald höggo ock båda (?)
Tolkningen av ristningen kiali : u[k : kiʀim]r : skalt : h[iuku] • uk • baþaʀ är mycket osäker. Möjligen är det frågan om två runristare, Käti och Grim.